# André Egli
Pour les articles homonymes, voir Egli (homonymie) et Andy Egli (hockey sur glace).
Andy Egli, né le 8 mai 1958 à Bäretswil, est un joueur de football, puis entraîneur, suisse.

## Biographie

### En club
Andy Egli compte 480 matchs de LNA helvétique et de Bundesliga (95 buts), 50 matchs de coupe (15 buts), 41 matchs de Coupe d'Europe (3 buts). 

### En sélection
- Il compte 77 sélections en équipe de Suisse (8 buts). Il a participé à la campagne pour la World Cup 1994 lors de sa dernière saison active, il a été sélectionné mais n'a pas joué la phase finale aux États-Unis.

### Entraîneur
Il est actuellement entraîneur.

## Clubs successifs

### Joueur
- Débuts à  Amriswil (juniors et 2e ligue)
- 1978-1984 :  Grasshopper
- 1984-1985 :  Borussia Dortmund
- 1985-1990 :  Grasshopper
- 1990-1992 :  Neuchâtel Xamax
- 1992-1994 :  Servette FC

### Entraîneur
- 1995-1999 : Thoune (promotion en LNB en 1997)
- 1999-2001 : Lucerne
- 2001-2002 : Waldhof Mannheim (Bundesliga 2)
- 2004 : Aarau
- 2006 : Busan I'Park (K-League)

## Palmarès
- 1978 : champion de Suisse avec Grasshopper-Club
- 1982 : champion de Suisse avec Grasshopper-Club
- 1983 : champion de Suisse avec Grasshopper-Club
- 1990 : champion de Suisse avec Grasshopper-Club
- 1994 : champion de Suisse avec Servette
- 1983, 1988, 1989, 1990 : vainqueur de la Coupe de Suisse avec Grasshopper-Club